# Semiahmoo

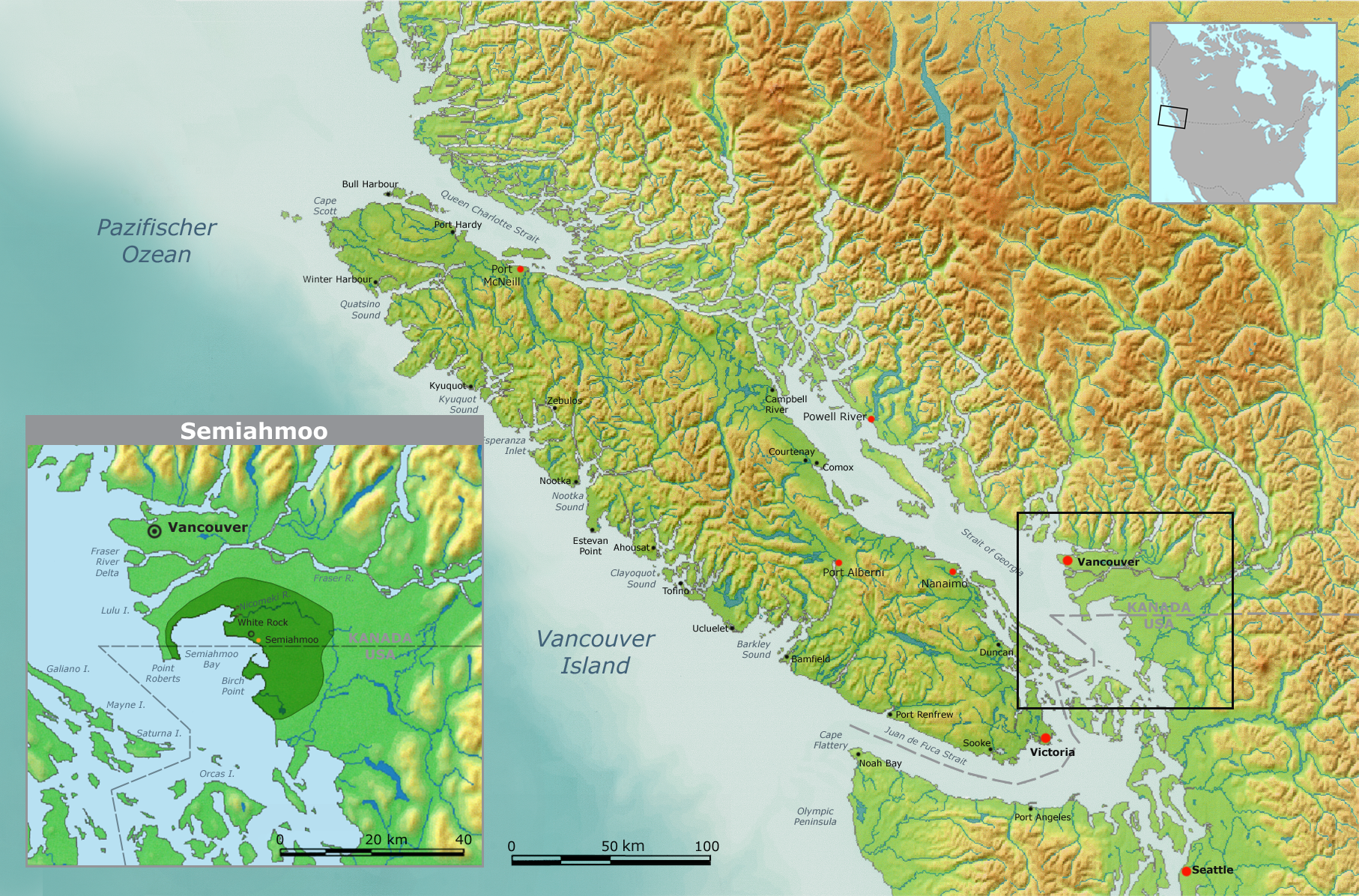
Traditionelles Territorium der Semiahmoo und Hauptreservate

Die Semiahmoo oder Semiahmoo First Nation sind eine der kanadischen First Nations in der Provinz British Columbia. Sie leben an der Pazifikküste nahe White Rock an der Grenze zwischen den USA und Kanada. Sie sind näher mit den Lummi und Samish in den USA und den Lekwammen und T'sou-ke verwandt, als mit den Stó:lō. 
Im Reservat lebten im August 2009 49 der 81 vom Staat anerkannten Stammesangehörigen. Insgesamt ist die Zahl der Reservatsbewohner von 1996 bis 2001 von 200 auf 131 zurückgegangen. Ursprünglich lebte ein großer Teil von ihnen auf dem Gebiet der USA, doch zogen die meisten im Laufe der 1850er Jahre nach Kanada.
Der Name bedeutet „Halbmond“.

## Geschichte

### Frühgeschichte

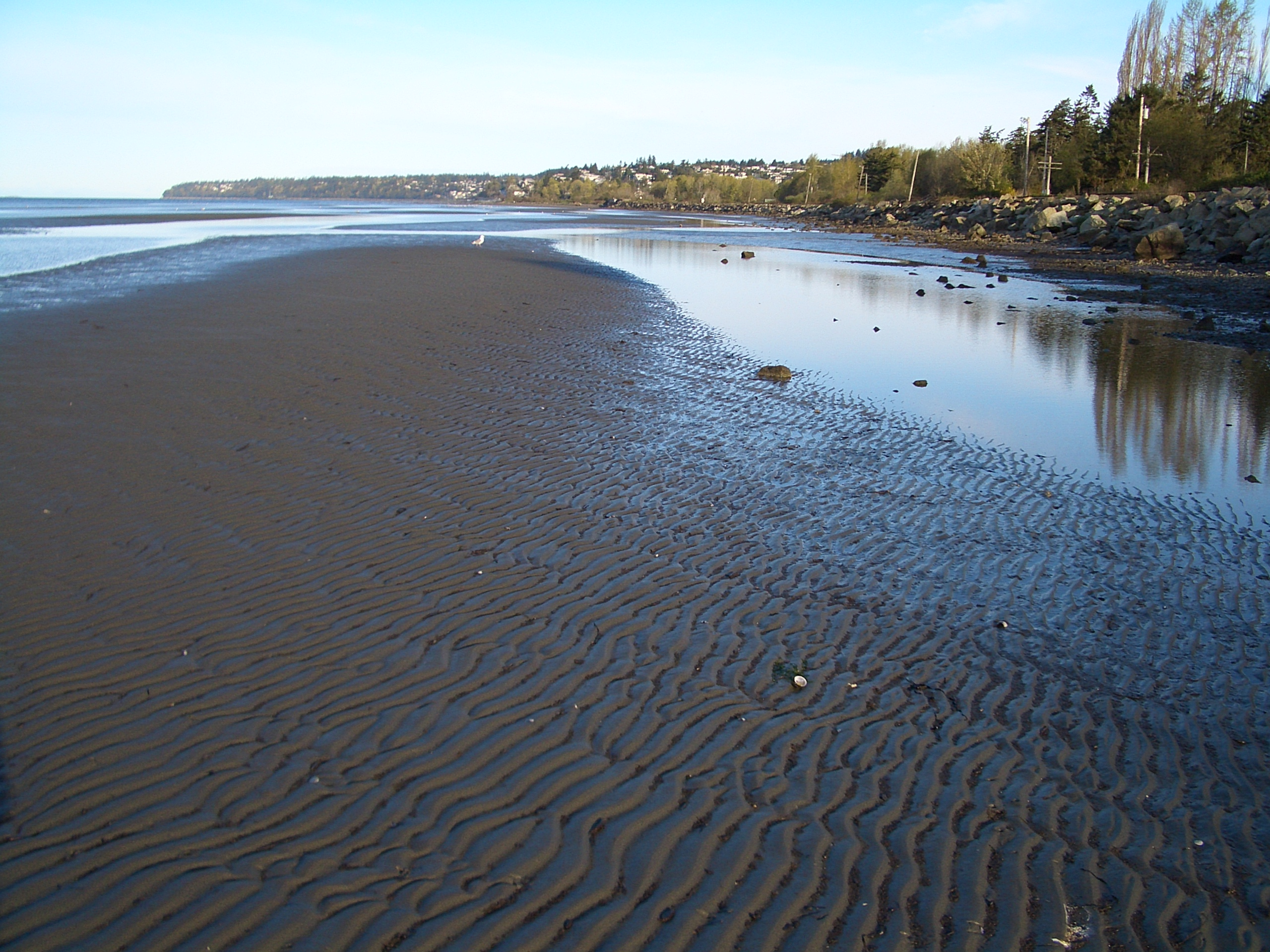
Die Semiahmoo Bay unweit des Semiahmoo Indian Reserve, südlich von White Rock (im Hintergrund)

Das traditionelle Stammesgebiet umfasste die östliche Küste von Point Robert, die Boundary Bay, Süd-Surrey, die Entwässerungsgebiete des Dakota, California und Terrell Creek, die Semiahmoo Bay, Drayton Harbour und die Birch Bay. Nach letzterem Ort wurden sie auch gelegentlich Birch Bay Indians genannt.
Die Überlieferung weiß von einem Volk, das sich als Hulwahluqs bezeichnete, und das ursprünglich von Vancouver Island kam. Sie und die benachbarten Skalakhans wurden jedoch von den Lummi assimiliert, die von den San Juan Islands kamen.

### Europäer, Pocken und Angriffe aus dem Norden
Kapitän George Vancouver landete auch an der Küste der Semiahmoo. Doch sah er nur die Ruinen eines Dorfes am Point Roberts, das ihm für 400 bis 500 Bewohner geeignet schien. Unklar ist, ob die Spanier, die 1791 die Küste bei Point Robberts beobachteten, Semiahmoo gesichtet hatten.
Dauersiedlungen lagen an der Semiahmoo und der Birch Bay. Die dortigen Plankenhäuser dienten als Winterquartiere. Im Frühjahr verteilten sich die Stammesangehörigen familienweise innerhalb des traditionellen Territoriums, um an Orten zu leben, wo Muscheln, Wurzeln oder Fische der Nahrung und Bevorratung dienten. Solche Sommerlager wurden am Cannery Point bei Point Roberts genutzt, um zusätzlich Netzanlagen zu bauen. Crescent Beach diente eher als Ort, um Muscheln zu sammeln, aber auch um Lachse zu fangen. Jedoch lagen hier die Schwerpunkte am Nicomeki und Serpentine River sowie am Little Campbell River im früheren Snokomish-Gebiet.
Bereits vor 1850 wurden diese nördlicher lebenden Snokomish fast von einer Pockenepidemie ausgelöscht. Die wenigen Überlebenden schlossen sich den Semiahmoo an, von denen das traditionelle Gebiet an der Boundary Bay übernommen wurde. Später entwickelte sich die Crescent Beach zu einem ihrer Sommerlager.
Zur Verteidigung gegen eventuelle Übergriffe seitens der Hudson’s Bay Company in Fort Langley erbauten sie Verteidigungsanlagen, wie z. B. auf einem Hügel im heutigen Ocean Park. Sie waren aber mindestens genauso wichtig für die Verteidigung gegen die nördlichen Stämme, die auf Sklavenjagd gingen. Das galt vor allem für die südlichen Kwakwaka'wakw-Stämme, die sie Yukulta nannten. Diese kamen durch den Ende des 18. Jahrhunderts einsetzenden Pelzhandel zu Ansehen und Waffen. Spätestens 1792 besaßen sie Musketen. Ihre Raubzüge führten sie bis zum Puget Sound und sie ruderten sogar den Fraser River ein Stück aufwärts. 
Nördlich der Mündung des Dakota und des California Creeks, im heutigen Blaine lag eines dieser palisadengeschützten Forts, das wohl vor 1830 entstand. Es lag auf einem Felsen über dem Drayton Harbor und der Semiahmoo Bay. Ein zweites Fort mit einer Fläche von rund 2.000 m² entstand auf einem Felsen, der die Semiahmoo und Boundary-Bucht überragte. Der Name Indian Fort Drive, der einen Teil des westlichen Endes der 20. Avenue in Surrey bildet, erinnert daran.
Mit der zunehmenden britischen Präsenz endeten die Indianerkriege. Um 1854 war die Zahl der Semiahmoo auf rund 250 zurückgegangen, Charles Wilkes hatte ihre Zahl um 1841 auf 300 geschätzt. Im Vergleich mit anderen First Nations hatten sie also Pocken und Überfällen relativ gut widerstanden. Sie hielten sich von den Weißen weitgehend fern, und selbst der Kenner der Region George Gibbs, wusste wenig von ihnen. Die in den USA lebenden Semiahmoo unterzeichneten nicht den Vertrag von Point Elliott von 1855, einige lebten eine Zeit lang im Lummi-Reservat. Der überwiegende Teil von ihnen zog nach Kanada.
1857 errichteten die so genannten British Royal Engineers ein Camp namens Semiahmoo zur Überwachung der Grenze, ein Pfad verband die Gegend bald mit Fort Langley. Kurz vor der Pockenepidemie von 1862 erreichten katholische Missionare die Semiahmoo, wenig später kamen vom Goldrausch angelockte Männer auf der Durchreise in das Gebiet.

### Am Abgrund
1888 kostete eine weitere Pockenepidemie zahlreiche Indianer das Leben, nachdem sie im Vorjahr in ihr Reservat verwiesen worden waren.
Zu dieser Zeit lebten viele als Holzfäller oder Fischer. Doch 1892 erzwangen Alaska Packers ein Ende ihrer einträglichen Tätigkeit. 1909 lebten nur noch 38 Semiahmoo in British Columbia und in den USA kein einziger mehr. Bis 1963 ging ihre Zahl auf 28 zurück, 1971 stellten vier Familien sogar nur noch 24 Stammesangehörige. Seitdem erholt sich der kleine Stamm.
Eine wichtige Einnahmequelle bestand und besteht in der Pacht, die der Stamm für Land erhielt, das er an die Gemeinde Surrey vergeben hatte. Dieser Pachtvertrag endete jedoch 1998 und der Stamm verpachtet nun an verschiedene Organisationen und an Reservatsbewohner.

## Reservat
Die Semiahmoo besitzen ein Reservat rund einen Kilometer südöstlich von White Rock an der kanadisch-amerikanischen Grenze in der Semiahmoo Bay. Es umfasst 129,1 ha. Im Reservat lebten im August 2009 genau 49 Stammesangehörige, 5 wohnten in anderen Reservaten, 27 außerhalb der Reservate. Insgesamt sind 81 Menschen als Angehörige der Semiahmoo registriert. 2002 waren noch 46 im Reservat, 24 außerhalb, insgesamt 70 gemeldet. Dazu kamen 56 Nicht-Stammesangehörige, die im Reservat lebten. Die 65 Gebäude innerhalb des Reservats teilten sich 30 Familien.

## Aktuelle Situation
Die Semiahmoo stehen dem B.C. Treaty Process ablehnend gegenüber. Sie stehen also weder in Vertragsverhandlungen mit der Provinz noch werden sie von einem Tribal Council oder Stammesrat vertreten.
Der Stamm unterhält einen Campingplatz in der Bucht. Der überwiegende Teil des Reservats ist verpachtet. Häuptling ist Willard Cook.